# Museo de Historia Natural Noel Kempff Mercado
El Museo de Historia Natural Noel Kempff Mercado es uno de los centros de investigación básica y aplicada en conservación de la biodiversidad de Bolivia. Forma parte de la Facultad de Ciencias Agrícolas de la Universidad Autónoma Gabriel René Moreno, la institución académica pública más grande del Oriente boliviano.

## Historia
La historia como centro de investigación empieza a escribirse oficialmente el 23 de octubre de 1986, cuando anterior a esto, un grupo de estudiantes y profesionales de la Facultad de Ciencias Agrícolas decidieron formalizar la inventariación, estudio y conservación de la biodiversidad regional, fundando un Museo en el seno de la Universidad Autónoma Gabriel René Moreno de Santa Cruz de la Sierra, en homenaje al naturalista y conservacionista cruceño Noel Kempff Mercado trágicamente desaparecido ese mismo año.
En 1992, cambió de ubicación, del campus universitario pasó a la avenida Irala, donde cuenta con infraestructura para oficinas, colecciones, laboratorios, sala de exposición y un auditorio. Las colecciones científicas incluyen la flora y fauna silvestre; vertebrados e invertebrados; paleontología y geología. Además cuenta con un importante banco de información geoespacial a nivel regional y nacional.

## Descripción del museo
La sala de exposición del museo es la muestra más grande y completa de Santa Cruz de la Sierra y una de las muestras más grandes y completas que se encuentran en Bolivia en su género.
Trabaja en las áreas de zoología, educación ambiental y difusión, botánica, ciencias de la tierra y geografía e informática.
Cumple con los requisitos básicos de constitución de un repositorio de información cultural y científica en torno a la naturaleza.
El Museo es reconocido y consultado a nivel de América Latina.
Cuenta con colecciones científicas de 50 mil especímenes botánicos, 135 mil insectos, 1.960 mamíferos, 22 mil peces, 4.920 reptiles, 2.685 anfibios, 3.000 aves y 5.000 fósiles. Entre los fósiles destacan los restos del Meghaterium (perico gigante), encontrados en La Guardia, la colección de trilobites, una de las más vastas y completas, huesos de dinosaurios y un fósil de tenomys (roedor) encontrado en Cotoca.
Dispuestos en todos los ambientes, también hay paneles ilustrativos, mapas y fichas con los nombres científicos y comunes, hábitat, alimentación y otras características de cada uno de los especímenes. Al ingresar se puede apreciar una colección científica de frutos con nombres tradicionales como patujú, tutumillo, magnolia, mata cangrejo o peine de mono. Luego se pueden ver plantas medicinales, tóxicas y ornamentales; maderas de uso artesanal y semillas del bosque chiquitano.
En las vitrinas se pueden ver pieles, garras, huesos y animales disecados en lugares recreados para simular su hábitat natural. Se puede conocer al ciervo, la urina, el jochi pintao, jochi colorao, puercoespín, capiguara, tejón, pejichi, oso hormiguero, oso bandera, jucumari, marimono, manechi y otros. Entre los peces hay sábalo, raya, tachaca, piraña, bagre, pacú, palometa y machete; y entre los anfibios: yacaré, peni, tortugas, petas y anguila eléctrica. Entre las aves se encuentran el picaflor, el tucán, pájaro carpintero y un crac unicorni símbolo del Parque Nacional Noel Kempff Mercado.
También se pueden apreciar piedras como la bolivianita, rocas, fósiles e insectarios.
Se exhibe sólo una pequeña parte de la gran colección científica, visible para investigadores y estudiosos. El sector de Geografía e Informática reúne 500 imágenes satelitales de Bolivia y Perú y cartografía del país a escala 1:100 000.

## Objetivos
Tiene entre sus objetivos la investigación de la flora, fauna, paleontología, minerales y rocas de todo el territorio boliviano. Desarrolla programas de Educación Ambiental y difunde esta información para la conservación de los Recursos Naturales. Su oferta se divide en cinco áreas: Zoología, Educación Ambiental, Botánica, Ciencias de la Tierra y Geografía e Informática. El museo quiere ser un referente en investigación, capacitación e interacción social, conservación y desarrollo sostenible. Pretende responder a las demandas sociales y contribuir a elevar la calidad de vida de forma equitativa.
También se promueven actividades educativas con énfasis en la biodiversidad boliviana y sus problemas ambientales.
Se realizan visitas guiadas a los Parques naturales del departamento de Santa Cruz, Bolivia.

## El Herbario del Oriente Boliviano (USZ)
Es una institución científica creada en octubre de 1986 y constituida oficialmente dentro del Museo de Historia Natural Noel Kempff Mercado. Sin embargo, desde mucho antes existieron colecciones botánicas en las oficinas de la Facultad de Ciencias Agrícolas de la Universidad Autónoma Gabriel René Moreno. Es reconocida formalmente a nivel internacional a través del INDEX HERBARIORUM bajo la sigla o acrónimo de identificación: USZ-Universidad de Santa Cruz (Autónoma Gabriel René Moreno).